# Conselice
Conselice (romanyol nyelven Cunsëls) település Olaszországban, Emilia-Romagna régióban, Ravenna megyében. Lakosainak száma 9541 fő (2023. január 1.). Conselice Alfonsine, Argenta, Imola, Massa Lombarda és Lugo községekkel határos.

## Népesség
A település lakossága az elmúlt években az alábbi módon változott:
| Lakosok száma | 9783 | 9779 | 9541 |
|               | 2017 | 2018 | 2023 |